# 棚橋牧人
棚橋 牧人（たなはし まきと、1949年4月20日 - ）は、日本の音楽プロデューサー、実業家。
1981年3月5日にラッツパック・レコードを設立した。2016年には同社から企画・発売した『Too Young』で日本レコード大賞企画賞を受賞している。